# Carlos Rojas y Rojas
Carlos Rojas y Rojas (... – Lima, febbraio 2007) è stato un allenatore di pallacanestro peruviano.

## Carriera
Ha guidato il Perù ai Campionati mondiali del 1950 e il Paraguay a quelli del 1954.
A livello femminile ha guidato il Paraguay al titolo sudamericano del 1952 e ai Campionati mondiali del 1953 e il Perù ai Campionati mondiali del 1957.